# Елі де Бурдей
Елі де Бурдей (фр. Hélie de Bourdeilles; нар. 1423, Франція — пом. 5 липня 1484, Артанн-сюр-Ендр, Франція) — францисканець, архієпископ Тура, кардинал.

## Життєпис
Був сином віконта Арно де Бурдея. Рано вступив до ордену францисканців. Йому було лише двадцять чотири роки, коли на прохання Карла VII, короля Франції він був призначений до в Періге (1447).
Під час воєн між Францією та Англією він кілька років перебував у полоні англійців через захист церкви від посягань держави. У 1468 році він був призначений на архієпископський престол Тура, а в 1483 році папою Сікстом IV був зведений до кардинала. Бувши стійким захисником прав Церкви від посягань держави, Бурдей виступав за скасування прагматичної санкції Буржа, як це видно з його трактату «Pro Pragmaticæ Sanctionis Abrogatione» (Рим, 1486).
Під час свого єпископства Бурдей продовжував сповідувати християнські чесноти, зокрема, бідність, і був близьким другом св. Франциска Паулського. Він згадується серед блаженних у Францисканському мартиролозі за 5 липня.
Він також написав лібелл у «Pragmaticam Sanctionem Gallorum» (Рим, 1484); і латинський захист Жанни д'Арк, який додається в рукописі до процесу її реабілітації.